# Pierrick Fédrigo
Pierrick Fédrigo (Marmande, 30 de novembro de 1978) é um ciclista profissional francês que participa de competições de ciclismo de estrada. Seus principais triunfos foram uma vitória de etapa no Tour de France 2006 e uma vitória de etapa no Tour de France 2009, ambas pela equipe BBox Bouygues Telecom.